# بای بوره
بای بوره (۱۵ فوریه ۱۸۴۰–۲۴ اوت ۱۹۰۸) رهبر، مبارز، فرمانده نظامی و روحانی مسلمان اهل سیرالئون بود که تا سال ۱۸۹۸ بر علیه استعمار و نفوذ انگلستان در کشورش جنگید و تبعید شد. در سال‌های پایانی عمرش به کشورش بازگشته و در زادگاهش شهر کسه درگذشت.